# Пуебла-де-Сан-Мігель
Пуебла-де-Сан-Мігель, Ла-Побла-де-Сан-Мікел (ісп. Puebla de San Miguel (офіційна назва), валенс. La Pobla de Sant Miquel) — муніципалітет в Іспанії, у складі автономної спільноти Валенсія, у провінції Валенсія. Населення — 88 осіб (2010).

## Географія
Муніципалітет розташований на відстані близько 220 км на схід від Мадрида, 90 км на північний захід від Валенсії.

## Демографія
Динаміка населення (INE ):

## Галерея зображень

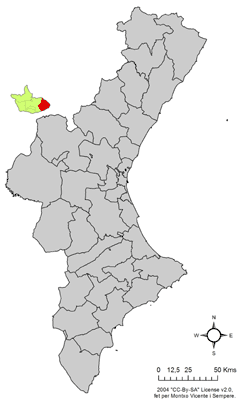
Розташування муніципалітету Пуебла-де-Сан-Мігель у автономній спільноті Валенсія
Розташування муніципалітету Пуебла-де-Сан-Мігель у комарці Рінкон-де-Адемус
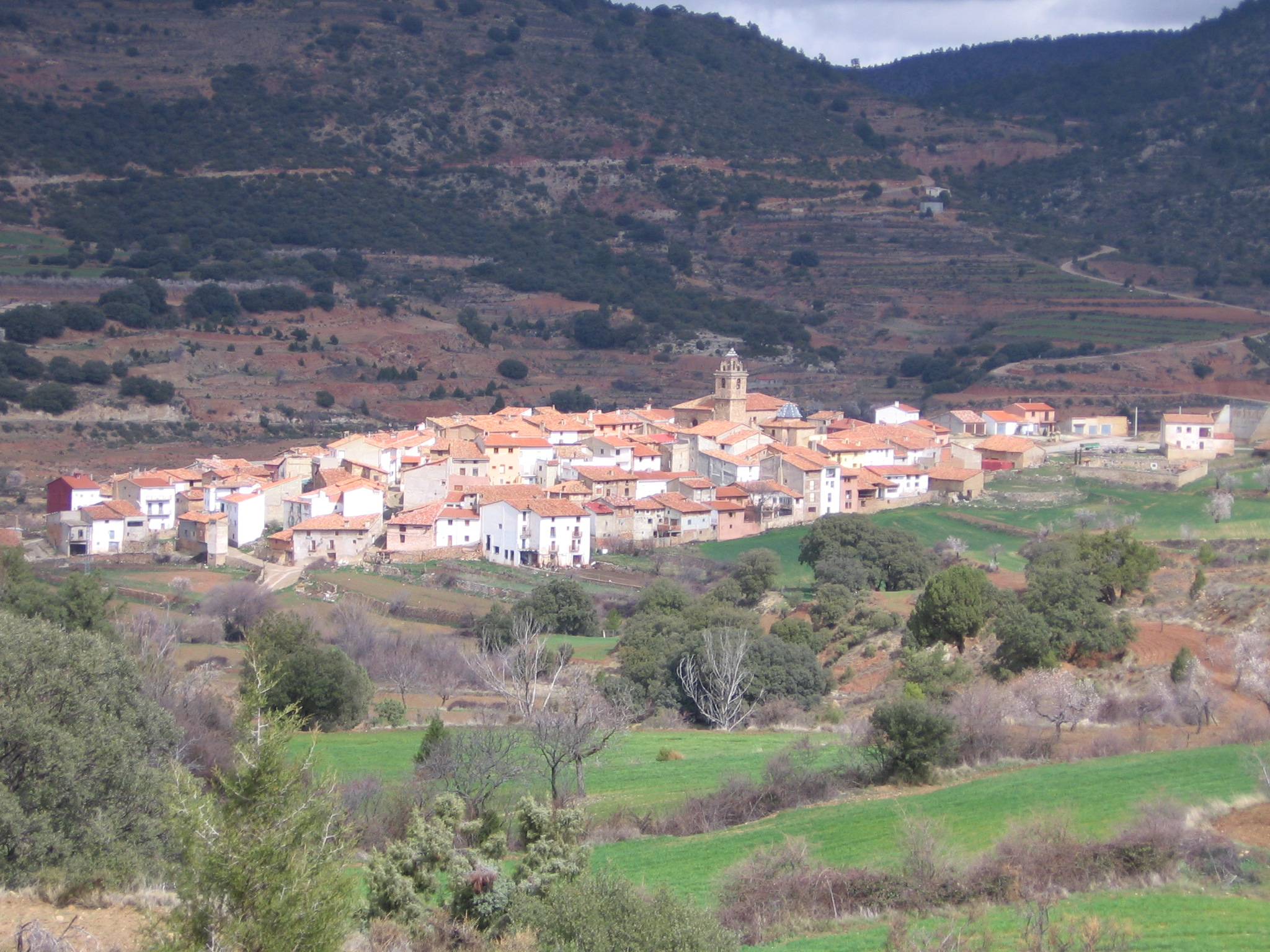
Пуебла-де-Сан-Мігель